# Aleksandar Radulov
Aleksandar Radulov (ruski: Александр Валерьевич Радулов; Nižnji Tagil, 5. srpnja 1986.) ruski je profesionalni hokejaš na ledu. Ljevoruki je napadač i igra na poziciji desnog i lijevog krila. Trenutačno nastupa u Kontinentalnoj ligi za (KHL) momčad CSKA Moskva.

## Karijera
Aleksandar je s nepunih 16 godina zaigrao za Dinamo Moskvu. Dvije godine nastupao je u drugoj ekipi u VHL ligi gdje je debitirao u sezoni 2003./04. za Tver. Na kraju iste sezone Aleksandar je debitirao u Super ligi Rusije odigravši jedan meč za Dinamo.
Godine 2004. odlučio je da se preseli u SAD. Uzeli su ga Nashville Predatorsi, koji ga je poslao u juniorski klub Quebec Remparts gdje je nastupao dvije godine. Godine 2006.  proglašen je za najboljeg igrača i najboljeg strijelca u Kanadskoj juniorskoj hokejaškoj ligi. 
Profesionalnu karijeru je započeo 2006. godine u Milwaukee Admiralsima, iste sezone prelazi u Nashville Predatorse u NHL ligu. Godine 2008. se vraća u Rusiju u Salavat Julaev u sezoni 2011./12. ponovo igra za Nashville Predatorse a trenutno igra u KHL ligi za CSKA.
S reprezentacijom Rusije osvojio je dva zlata i jednu broncu na Svjetskim prvenstvima

## Vanjske poveznice
- Aleksandar Radulov igračka statistika